# Nissan Skyline

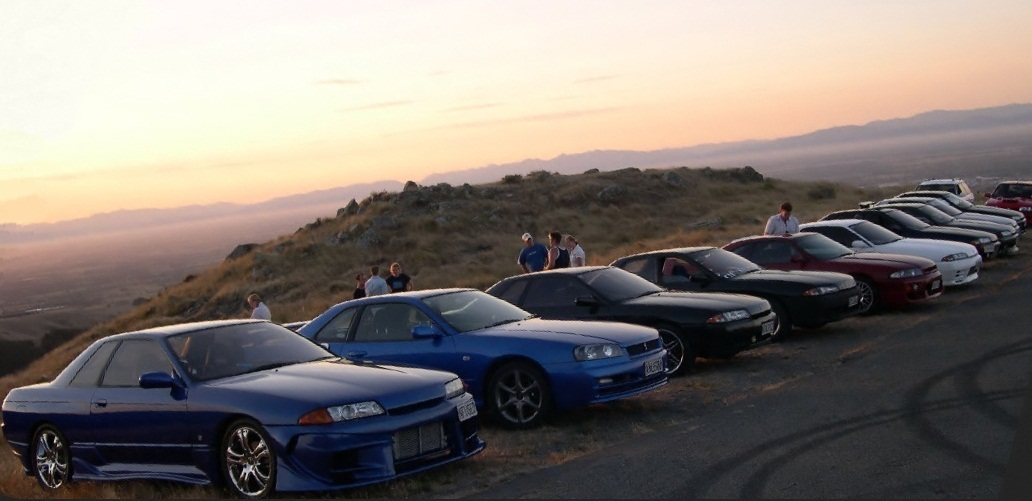
Zlot Skyline'ów

Nissan Skyline – samochód sportowy klasy średniej bądź luksusowej produkowany w Japonii przez firmę Nissan od 1957 roku. Dostępne są wersje: coupé lub sedan. Skyline jest sprzedawany w Ameryce Północnej i Korei Południowej.

## ALSI-1
Pierwszy model Skyline został wyprodukowany w kwietniu 1957 roku przez firmę Prince - był to samochód należący do klasy luksusowej. Jego pojemność silnika wynosiła 1482 cm³  Silnik ten sygnowany był oznaczeniem GA30 i dysponował mocą 44 kW (60 KM). W przednim zawieszeniu tego modelu została zastosowana belka de Dione'a będąca w stanie wytrzymać prędkości do 140 km/h. Model Skyline był produkowany przez firmę Prince Motor Company jako 4-drzwiowy sedan i 5-drzwiowe kombi. Skyline’y występowały także jako pick-upy i vany nazwane "Prince Skyway".

### ALSI-2
W 1958 roku Skyline przeszedł modyfikacje przednich lamp. Ten model zaopatrzony był w silnik o oznaczeniu fabrycznym GA-4 OHV, który miał pojemność 1484 cm³. Silnik ten generował moc 70 KM, 4400 obrotów na minutę i był produkowany do 1961 roku.

### BLRA-3
Nissan Skyline Sport był produkowany ręcznie przez Giovanniego Michelottiego i występował w wersji coupé i cabrio. Występował w 4 kolorach: Palemo Beige Metalic, Berona Gray, Mantova Ivory oraz Isca Blue. Model ten był zaopatrzony w silnik o pojemności 1862 cm³, który odznaczał się mocą 92 KM dostępnych od 4800 obrotów na minutę oraz momentem obrotowym 154 Nm. Ważył 1350 kg.

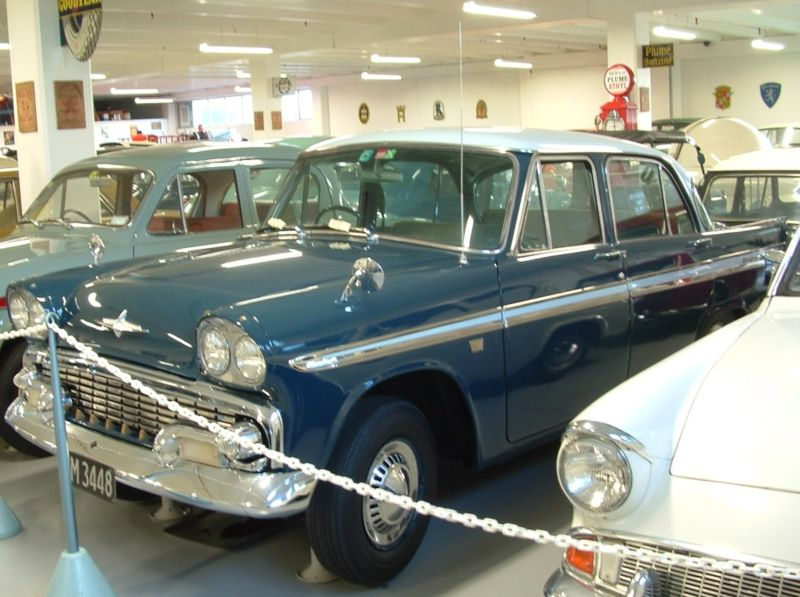
Prince Skyline ALSI-2

## S50 lub BLSID
W 1961 roku Fuji Precision Industries zmieniło jego nazwę na Prince. Po roku 1954 została wypuszczona seria S50. Była ona drugim pokoleniem tego samochodu i stała się jednym z bardziej pożądanych aut w Japonii. Pojazd ten był napędzany silnikiem G-1 o pojemności 1862 cm³ i mocy 70 KM, który był wersją starego motoru GA-4.  Również była produkowana wersja silnikowa o mocy 91 KM. W roku 1962 model ten został przestylizowany i otrzymał nazwę S21S. Model S50 rozwijał się do roku 1963 i sprzedawany był na różnych rynkach pod nazwą A150. W 1966 roku Nissan i Prince połączyły się i S50 ukazał się jako Nissan Skyline. Był on produkowany do roku 1967.

### S54
W maju 1964 Prince wykreował wyścigowego Skyline’a GT. Opierał się na S54 i został użyty do niego większy 6-cylindrowy rzędowy silnik G7 od Gloria (S40). Samochód potrzebował rozszerzenia rozstawu osi o 8" aby dostarczyć przestrzeni dla większego silnika. Kiedy ogłoszono drugi Japanese Grand Prix, Prince miał nadzieje na zwycięstwo Skyline'a GT-II, egzemplarze tego auta zajęły jednak miejsca od drugiego do szóstego. Głównym konkurentem japońskiego auta był Porsche 904. Głównie dzięki sukcesowi tego wyścigowego pojazdu, Prince 2000GT (zwany również GT -, GT – B, S54A i S54B) został wypuszczony na japoński rynek. Produkowany był on w dwóch wersjach:
- S54A – z silnikiem o pojemności 1988 cm³, mocy 106 KM, oznaczeniu G7 i pojedynczym gaźniku R6.
- S54B – z silnikiem o takiej samej pojemności jak wersja A i takim samym oznaczeniu, lecz z potrójnym gaźnikiem R6, i nieco wyższą mocą równą 127 KM.

Model B cechowały trzy gaźniki Weber 40DCOE-18, blokada mechanizmu różnicowego oraz ogranicznik poślizgu, 5-biegowa manualna skrzynia biegów i wspomaganie hamulców. Zarówno w modelu B jak i A użyto w przednich hamulcach zaciski dwutłoczkowe.

### S57
W 1967 wyprodukowano następcę modelu S50: Skyline S57. Nissan zaopatrzył tę serię w silnik 1487 cm³ OHC o oznaczeniu G15, który osiągał moc 88 KM, był to najpotężniejszy silnik w Japonii w klasie do 1500 cm³.

## C10

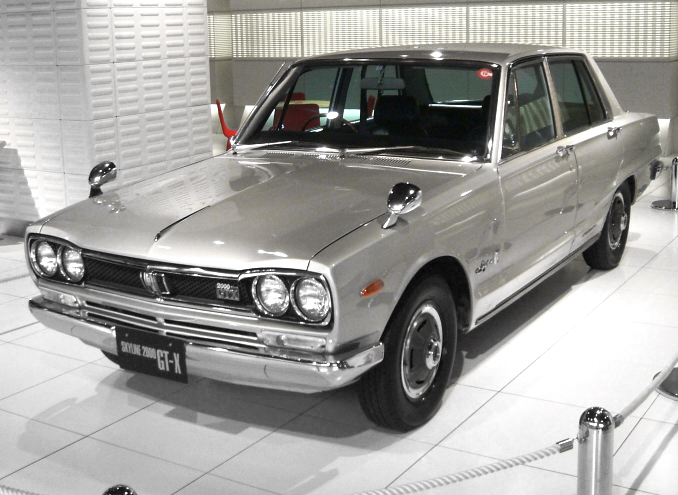
Skyline 2000GT-X

Produkcję serii C10 z 1968 roku rozpoczęła firma Prince w fabryce Opama R&D na przedmieściach Tokio. Marka ta była oznaczona logiem Nissana. W czasie gdy seria C10 była sprzedawana, Prince zachował nazwę, która miała w całości wyeliminować z produkcji samochody i ciężarówki. Diler ten stał się oddziałem Nissana i marketingowa grupa została przy Prince, powstrzymując przeniesienie linii produkcyjnej z Mita do Ginza. Skyline C10 opuścił fabrykę Nissana z silnikiem 1487 cm³ OHC G15 I4, który był montowany w poprzednim modelu S57 i posiadał moc 95 KM. Występowała także wersja z silnikiem o pojemności 1800 cm³ L G18 I4. Nissan produkował również ten model w wersji kombi. Model coupé został wyprodukowany w 1970 roku.

### 2000GT
W następnym roku został wyprodukowany model GC10 2000 GT z silnikiem 1998 cm³ L20 I6. W podwoziu zastosowano sześć podłużnic, aby uniknąć rozciągania, których było dużo w modelu S54. Nowy silnik posiadał moc 120 KM.

### GT-R
Pierwszy Skyline GT-R pojawił się w lutym 1969 roku. Wypuszczony został model PGC-10 (wersja coupé była potem oznaczona KPGC-10), Hakosuka dla fanów Hako oraz krótka wersja coupé. Model GT-R posiadał silnik o pojemności 1998 cm³, był sygnowany literami DOHC S20 I6. Nowy produkt z dwoma wałkami rozrządu generował moc 160 KM oraz momentem obrotowym 180 Nm. Tak samo, jak najlepszy sportowy samochód w tym czasie, posiadał on mniejszy silnik GR8 używany w wyścigowych Nissanach R380. Model GT-R pojawił się w wersji sedan, a dwudrzwiowe coupé zostało wprowadzone do produkcji w 1971 roku. Samochód był odchudzony z niepotrzebnego wyposażenia, aby był lżejszy i mógł brać udział w wyścigach. Wersja sedan w wyścigach wygrała 33 razy, czyli mniej niż dwa lata później wersja coupé. Liczba zwycięstw wzrosła w 1971 roku do 50. Seria C10 konkurowało z: Toyotą 1600 GT5, Isuzu Bellett GTR, Mazdą Familia (R100), Mazdą Capellą (RX-2) – równej modelom Porsche z tamtego okresu. W 1971 nowa Mazda RX-3 stała się rywalem GT-R’a. GT-R powiększył liczbę zwycięstw, co dało mu znaczącą przewagę nad Mazdą RX-3. GT-R był także faworytem w wyścigach ulicznych. To były początki ulicznego driftu, który polegał na celowym wprowadzeniu samochodu w nadsterowność. Najpopularniejszym kierowcą driftowym został Kunimitsu Takahashi.
Modele:
- 1500 – 1.5 L G15 I4, 95 KM (71 kW, 128 Nm)
- 1800 – 1.8 L G18 I4, 105 KM (78 kW, 150 Nm)
- 2000GT – 2.0 L L20 I6, 120 KM (90 kW, 167 Nm)
- 2000GT-R – 2.0 L S20 I6, 160 KM (118 kW, 180 Nm)

## C110
Następna generacja C110 była produkowana w latach 1972–1977. Na eksport w 1970 roku, Skyline C110 i GC110 był sprzedawany jako Datsun seria K, Datsun 160K, Datsun 180K i Datsun 240K. Nadwozie ukazało się w wersji czterodrzwiowego sedana, dwudrzwiowego coupé i pięciodrzwiowego kombi. C110 był bardziej wymyślny w stylistyce niż poprzednik. To była pierwsza wersja z okrągłymi tylnymi światłami, co w przyszłości było cechą typową Skyline’a. Skyline C110 został rozpowszechniony przez zespół "Ken & Mary" ("Kenmeri"). Skyline został ogłoszony w Japonii przez zespół, który w tym czasie został opisany w okolicy przez kolegów (Kena i Mary) jako relaks i zadowolenie. Zdobył wysoki sukces i uplasował się na wysokich pozycjach w Japonii jako dobrze sprzedawany samochód. Zakupić go można było w Australii, niewielka liczba tych samochodów przetrwała i jest w użytku do dziś. Tam, Datsun 240K był samochodem tańszym niż Ford Falcon GT lub BMW 5 i kosztował 5000 USD.

### GT-R
Nissan Skyline GT-R powstał we wrześniu 1972 roku, ale był produkowany tylko do marca 1973, kiedy Nissan wstrzymał produkcję. Kryzys paliwowy zobaczyło wiele ludzi, którzy woleli ekonomiczne, sportowe i dobrze wykonane samochody. Nissan oburzony zakończył udział w wyścigach, więc nie było celu w dalszej produkcji modelu GT-R. Nie oficjalnie był eksportowany gdziekolwiek, chociaż Nissan eksportował samochody do Australii. Tylko 197 modeli KPGC110 GT-R zostało sprzedanych w Japonii, samochody były zmodyfikowane przez firmę Nissan Performance (która została nazwana NISMO). Ostatnim GT-R-em był po 16 latach w 1989 roku model BNR32.
Modele:
- 1600GT – 1.6 L G16 I4
- 1800GT – 1.8 L G18 I4
- 2000GT-X – 2.0 L L20 I6, 130 KM (96 kW, 172 Nm)
- 2000GT-R – 2.0 L S20 I6, 160 KM (118 kW, 180 Nm)

## C211

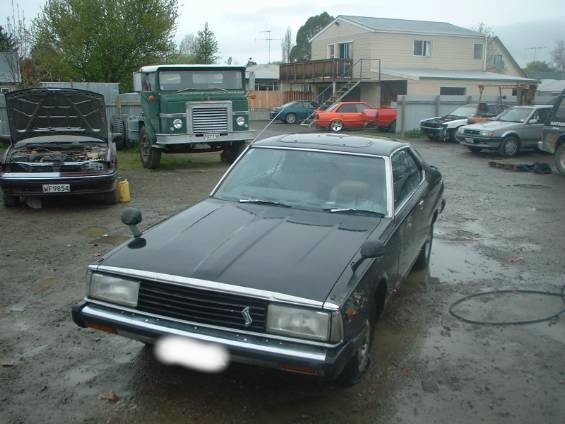
C211 2000 GT-E Skyline

Przełom zrobiły modele C211 i GC211 z 1977 roku, zastosowano w nich nową rzędową sześciocylindrową jednostkę napędową montowaną wzdłużnie z przodu. Samochody produkowano do 1987 roku. Datsun 240K/280K i Datsun 240C/280C były produkowane na eksport. Występowała rzadka wersja kombi, która miała nietypową stylistykę, w tylnych drzwiach zastosowano o wiele mniejsza szybę niż zwyczajnie była stosowana między słupkami C i D. Model GT-ES zastąpił model GT-R z turbodoładowanym silnikiem, który miał oznaczenie L20ET.

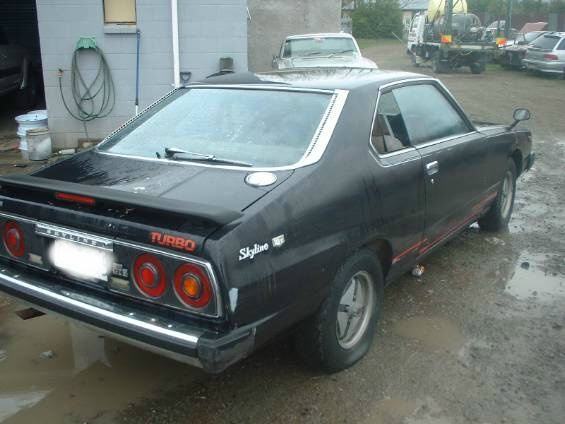
C211 2000 GT-E Skyline

Był to pierwszy samochód w Japonii z silnikiem turbodoładowanym. Jedna uwaga dotycząca tego silnika, nie było intercoolera, ani blow-offa, lecz zawór, który upuszczał ciśnienie z układu dolotowego, jeżeli było za duże.
Modele:
- 1600TI – 1.6 L L16 I4, 95 KM (71 kW, 132 Nm)
- 1800TI – 1.8 L L18 I4, 115 KM (86 kW, 152 Nm)
- 2000GT – 2.0 L L20 I4, 130 KM (97 kW, 167 Nm)
- 2000GT-EX – 2.0 L L20ET turbo I4, 145 KM (108 kW, 206 Nm)

## R30

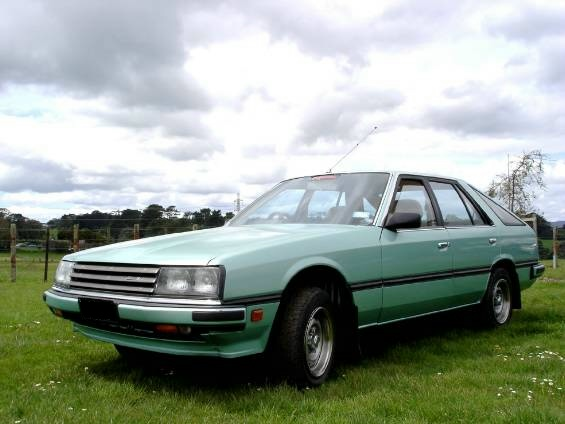
R30 hatchback

Nazwa została "przyniesiona" z japońskiego domu i w sierpniu 1981 roku na ogólnoświatowy rynek zostaje wypuszczony model R30, który powstał na płycie podłogowej modelu C31. W przeciwieństwie do poprzedniej generacji cztero- i sześcio-cylindrowe wersje teraz zostały udostępnione, a długość pozostała ta sama. Seria R30 była dostępna jako: dwudrzwiowe coupé, czterodrzwiowy sedan, czterodrzwiowy hatchback, i czterodrzwiowe kombi. Wszystkich dostępnych modeli Skyline’a R30 było 26. Wszystkie wersje z wyjątkiem kombi zwykle posiadały cztery okrągłe światła zarówno z przodu jak i z tyłu, co stało się cechą charakterystyczną dla Skyline’ów. Kombi miało inne światła tylne niż wersja sedan, czy coupé i nie występowała wersja z turbo, były dostępne wersje sześciu-cylindrowe. Kombi bardziej przypominał Nissana Sunny, niż Skyline’a. Dwudrzwiowe coupé miało drzwi z słupkami, niezwykłą cechą było to że siedzący z tyłu pasażerowie mogli sobie otworzyć tylne okna (cecha ta została już zastosowana w modelach C10 coupé, C110 coupé i C211 coupé), podczas gdy czterodrzwiowe wersje miały tradycyjnie ukształtowane okna. Modele R30 szczególnie były dobrze sprzedawane w Australii i Nowej Zelandii, mieszkańcy tych państw wybierali tradycyjne tylne światła, zamiast wybieranego bardziej umownego wyglądu dla Nissana. Duży wybór silników, był dostępny od rzędowego, sześciocylindrowego, turbodoładowanego silnika 2.0 L20ET I6 SOHC o mocy 140 KM przez czterocylindrowy 1.8 Z18S SOHC I4, 105 KM do sześciocylidrowego 2.8 LD28 SOHC I6 Diesla, wersje te zostaną omówione potem. Wszystkie nowe 16-zaworowe z dwoma wałkami rozrządu silniki FJ20 DOHC zadebiutowały w 1981 roku i były początkowo czterocylindrowe, na japońskim rynku dużo zajęły silniki po dwa zawory na cylinder. Pewna liczba egzemplarzy o najlepszych specyfikacjach modeli posiadała regulowane amortyzatory, które mogły regulowane podczas jazdy, był to pierwszy taki system, który został wyprodukowany dla mnóstwa środków lokomocji JDM (Japan Domestic Market – Japoński rynek krajowy). Nissan Gloria i Nissan Laurels także wprowadziły silniki z serii L oraz diesle (tylko Laurel). W sierpniu 1983 R30 przeszedł szereg modyfikacji, zmiany obejmowały m.in. układ hamulcowy, w każdym kole były tarcze hamulcowe, zamiast standardowych hamulców bębnowych. Stary czterocylindrowy silnik Z18S zastąpiono nową jednostką CA18E. Modyfikacje przeszła również karoseria, nadwozie otrzymało nowe zderzaki, "skrzydlate" drzwi, nowe lusterka (zastępujące stare "kije hokejowe") i wężowe tylne lampy, które zaokrągliły linie nadwozia. W tym roku także wersja R30 Paul Newman była wypuszczona, aby poprawić stosunki między Nissanem a aktorem Paulem Newmanem, który używał samochodu w swoich filmach, a także brał udział w wyścigach dla przedsiębiorstwa w późnych latach 70., a wczesnych 80. Nissan Skyline Paul Newman w wersji GT-ES z silnikiem turbodoładowanym łatwo osiągnął duży poziom zainteresowania i jest do dzisiejszego dnia bardzo poszukiwany wśród japońskich kolekcjonerów.

### RS

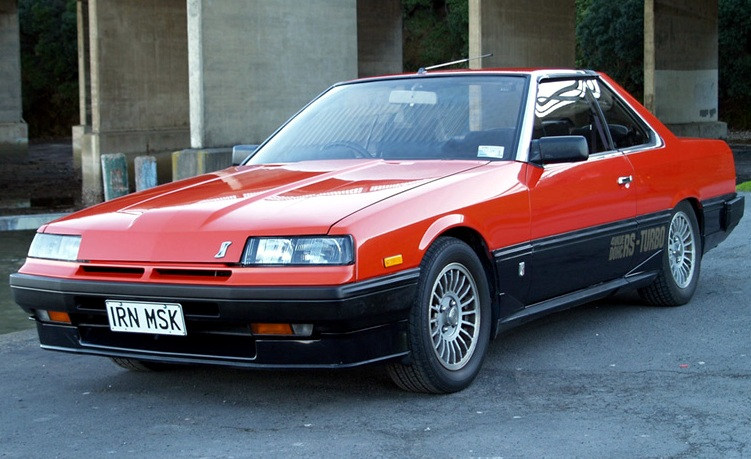
DR30 facelift Iron Mask przód

Model o tych samych możliwościach z silnikiem L20ET – model GT-ES, początkowo jak 2000RS był wypuszczony w październiku 1981 roku, większość niepotrzebnych części została zdemontowana, celem zredukowania masy, Skyline nie posiadał żadnych luksusowych elementów oraz nie panował przepych (masa została zredukowana do 1130 kg). Modele te były zaopatrywane w silniki z czterema zaworami na cylinder DOC. FJ20E, silnik ten produkował moc 150 KM przy 6000 rpm i moment obrotowy 181 Nm przy 4800 rpm. Oficjalnie Nissan dla modeli z silnikami FJ20 wprowadził oznaczenie DR30. W lutym 1983 seria DR30 przeszedł modyfikację, silnik otrzymał większą turbosprężarkę i dostał oznaczenie FJ20ET w modelu 2000RS Turbo. Przednie hamulce zostały udoskonalone, co zwiększyło siłę hamowania. Teraz 190 KM przy 6400 rpm i 225 Nm przy 4800 rpm w FJ20ET, silnik ten zdobył duże uznanie i prestiż, ponieważ był to najpotężniejszy silnik w Japonii w swojej erze. Nissan podniósł stan Skyline'ów DR30 i w świetle tego powodzenia obdarzył Skyline'a nową bardzo małą i szczodrą liczbę zmian, które może odróżnić tylko lesser Skyline'ów, model po faceliftingu opuścił fabrykę w sierpniu 1983 roku. Wnętrze teraz zostało znacząco udoskonalone, posiadało elektrycznie otwierane okna, klimatyzację, regulację siły skręcania; powiększona liczba elementów wnętrza przyczyniła się do wzrostu masy samochodu do 1250 kg. Ale o wiele więcej uderzającą zmianą był nowy przód w wersji RS, na zakończenie otrzymał przezwisko Tekameb lub Metalowa Maska, z charakterystycznym spojrzeniem. Teraz przednie światła samochodu były znacznie cieńsze i zamiast tradycyjnego grilla teraz nowa maska była pochylona do dołu aż do przedniego zderzaka. Modele z silnikiem turbodoładowanym o oznaczeniu FJ20ET zostały przemianowane na RS-X Turbo. Samochód przeszedł dalsze zmiany w 1984 roku, został dołożony intercooler, zwiększono ciśnienie doładowani, FJ20ET dostał nowy wydech, teraz RS-X Turbo C generował moc aż 205 KM przy 6400 rpm i moment obrotowy 245 Nm przy 4400 rpm. Do dzisiejszego dnia Skyline zaopatrzony w silnik z serii FJ20 pozostaje samochodem kultowym, zarówno w rodzimym kraju, jak również w innych częściach świata (w Japonii modele te wciąż są zarezerwowane do wyścigów na 1/4 mili), powracają do życia również Skyline’y z wczesnych lat 80. To także utorowało drogę dla wprowadzenia nowego legendarnego oznaczenia GT-R, wyraźnie zaczynając od serii Skyline’ów C110 z 1973 roku. Seria RS osiągała umiarkowane powodzenie w Australii w środku lat 80. z kierownicami w stylu "George Fury", konkurujący i wygrywający rozmaite tournée samochód zwyciężał w tym czasie.
Modele: (Japonia)
- 1800TI – 1.8 Z18S SOHC I4, 105 KM, potem modele 1.8 CA18S SOHC I4 105 KM 2000TI oraz 2.0 L Z20E SOHC I4
- 280D GT – 2.8 LD28 SOHC I6 Diesel
- 2000GT I – 2.0 L20E SOHC I6
- 2000GT Turbo i wersja Paul Newman – 2.0 L20ET Turbo I6 140 KM, 206 Nm
- RS – 2.0 FJ20E DOHC I4, 150 KM, 181 Nm
- RS-X i RS-X Turbo C – 2.0 FJ20ET DOHC Turbo I4, 190 – 205 KM i 225 – 245 Nm

## R31

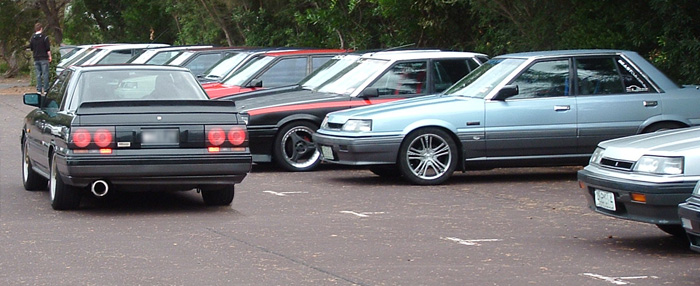
R31 Skyline

Skyline z 1986 roku był naturalną ewolucją modelu R30. Był trochę większy i bardziej "kwadratowy" od poprzednika. Były dostępne wersje sedan, sedan z twardym dachem, coupé i kombi. Skyline R31 cechował się wieloma nowymi technologiami, jakie zostały w nim zastosowane. Skyline HR31 był pierwszym modelem zaopatrywanym w silniki z serii RB. Silniki RB w R31 są często określane jako "Czerwony Szczyt" ponieważ miały mają czerwone pokrywy zaworów. Są trzy warianty silników z tej serii. Najwcześniejsze R31 z silnikiem DOHC. RB były zaopatrzone w system NICS (Nissan Induction Control System – system kontrolowanego wtrysku) system wtrysku zbudowany był z 12 bardzo małych dysz dolotowych, i system rozdzielał porty dolotowe w połowie co sprzyjało modyfikacjom przy niskich obrotach. Potem wersje zaopatrzone były w system ECCS (Electronically Concentrated Control System – skupienie kontroli silnika za pomocą elektroniki) silnik kierował dwunastoma miniaturowymi dyszami, dla pojedynczych sześciu, o wiele większych dysz (one przechwytywała 12 portów, więc był tam metalowy rozdzielacz, silnik otrzymał również o wiele większa turbosprężarkę. Rzędowe, sześciocylindrowe silniki Nissana RD28, o pojemności 2,8 były Dieslami. Innym bardzo zaawansowanym technologicznie systemem, był system HICAS (High Capacity Active Steering – wysoki poziom aktywnego kierowania), który polegał na tym, że wszystkie 4 koła były skrętne. Seria R31 była jedynym modelem Skyline’a, która cechowała czterodrzwiowa rodzinna sylwetka. Te modele nie odznaczały się prawie w ogóle od wersji GT. Skyline R31 był także produkowany w Australii z 3-litrowym silnikiem (RB30E) dostępnym w wersji sedan lub kombi, czterocylindrowa wersja nazywała się Nissan Pintata. Kombi miał ten sam przód co coupé i sedan, jedyna różnica polegała na tym, że nie posiadał czterech okrągłych świateł hamulców, co było znakiem charakterystycznym Skyline’a. Samochody produkowane w Australii, według ciężkich praw importu, które określały jakie samochody mogą jeździć w Australii. 29 305 modeli Skyline’ów R31 zostało wyprodukowanych w południowej Afryce w wersjach czterodrzwiowego sedana pomiędzy 1987 a 1992 rokiem. To był ostatni widziany Skyline w południowej Afryce. Silniki jakimi były zaopatrywane Skyline’y, to: sześciocylindrowy, rzędowy silnik RB30E, sześciocylindrowy, rzędowy silnik RB20E lub czterocylindrowy silnik CA1820S.

### GTS-R
Ostateczna wersja Skyline’a R31 była zaopatrzona w silnik RB20DET-R i nazwana została HR31 GTS-R coupé (zostało wyprodukowanych 800 sztuk). To były wersje z normalnym silnikiem RB20DET, tylko posiadały większą turbosprężarkę zamontowaną na nierdzewnym, stalowym kolektorze wydechowym, z przodu został zamontowany o wiele większy intercooler, zwiększający moc do 210 KM, wersje wyścigowe zaliczane do grupy A rozwijały moc nawet do 460 KM.
Modele: Japonia
- 1800I – 1.8 CA18(i) SOHC I4, 100 KM
- Passage GT-D – 2.8 Diesel RD28 SOHC I6, 92 KM, 173 Nm
- Passage GT – 2.0 RB20DE DOHC I6, 155 KM
- Passage GT Turbo – 2.0 RB20DET DOHC turbo I6, 180 KM, 225 Nm
- GTS – 2.0 RB20DE DOHC I6, 155 KM
- GTS Turbo – 2.0 RB20DET DOHC I6, 180 KM, 225 Nm
- GTS-X – 2.0 RB20DET DOHC turbo I6, 190 KM, 240 Nm
- GTS-R – 2.0 RB20DET-R DOHC turbo I6, 210 KM, 245 Nm
- GTS Autech – 2.0 RB20DET-R DOHC turbo I6, 210 KM, 245 Nm

Modele: Australia
- Pintara – 2.0 CA20E I4, 102 KM, 160 Nm
- GX, Executive, GXE, Silhouette, Ti – 3.0 RB30E SOHC I6, 155 KM, 247 Nm
- GTS1 – 3.0 RB30E SOHC I6, 176 KM, 255 Nm
- GTS2 – 3.0 RB30E SOHC I6, 190 KM, 270 Nm

Modele: Afryka Południowa
- 2.0GL, 2.0GLE – 2.0 CA20S I4, 106 KM, 163 Nm
- 2.0SGLi – 2.0 RB20E SOHC I6, 115 KM, 174 Nm
- 3.0SGLi – 3.0 RB30E SOHC I6, 171 KM, 260 Nm

## R32

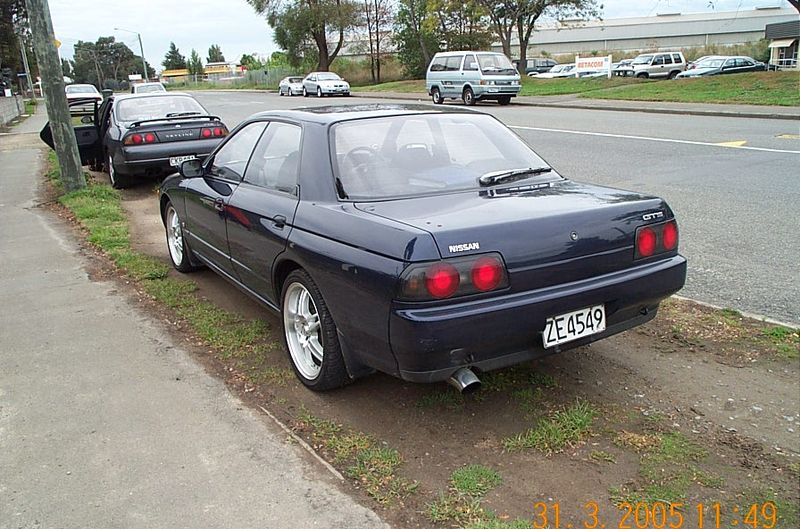
R32 Skyline

Nissan Skyline HR32 zadebiutował w maju 1989 roku. Dostępne były wersje: dwudrzwiowe coupé i czterodrzwiowy sedan. Było kilka wersji z sześciocylindrowym, rzędowym silnikiem z serii RB, który miał ulepszoną głowicę (12 portów dolotu nie było obecnych), był zaopatrzony w ECCS (Electronically Concentrated Control System – elektroniczny system sterowania) systemem wtryskowym. Dostępne były także czterocylindrowe silniki o pojemności 1800 cm³. Wiele modeli miało system HICAS, system czterech kół skrętnych, tylne koła były połączone linkami z przednimi kołami i były sterowane hydraulicznie. Wersja 2.5 została pierwszym samochodem wyprodukowanym w Japonii z 5-biegową automatyczną skrzynią biegów. Wszystkie dwulitrowe turbodoładowane oraz wolnossące silniki miały 4-biegową automatyczną skrzynię biegów. Płyta podłogowa oparta była na modelu A31 Cefiro i C30 Laurel. Wszystkie trzy samochody są bardzo popularne w Japonii (oraz inne państwa do których ten model jest importowany). W Japonii silnik CA18i był w wersji czasami zamieniany na silnik SR20DET (czterocylindrowe turbo) efektem była niska masa i lepiej rozłożona masa niż fabryczne modele z silnikiem sześciocylindrowym.

### GT-R
Seria GT-R wyposażona była w dwie turbosprężarki z ceramicznymi wirnikami, system tylnej osi skrętnej(HICAS) i 280 KM przy 6800 rpm. Silnik RB26DETT ze względu na japońskie przepisy oficjalnie miał 280KM, jednakże faktyczna moc silnika była wyższa(nawet do 320KM). Silnik był przygotowywany do wyścigów, gdzie moce dochodziły nawet do 500 KM, przy zmienionym układzie wydechowym, podwyższonym ciśnieniu doładowana i przeprogramowanym ECU (komputer sterujący pracą silnika). Elektroniczna kontrola ciśnienia doładowania posiadała mechaniczny ogranicznik, który był oznaczony na żółto, tak więc nowy właściciel mógł go usunąć i cieszyć się zwiększonym ciśnieniem doładowania w fabrycznym samochodzie (większą mocą). Seria GT-R miała system Super HICAS, był bardziej zaawansowany, ponieważ każde koło było kontrolowane przez komputer. GT-R miał o wiele większy intercooler(chłodnica powietrza doładowanego), większe hamulce i aluminiową maskę. Siedzenia miały lepsze trzymanie boczne, pojawiły się: wskaźnik ciśnienia doładowania, został on umieszczony w miejscu zegara cyfrowego, który został usunięty z wnętrza. Zegar został zastąpiony wskaźnikiem momentu obrotowego, który wskazywał przeniesienie momentu na koła przednie w zakresie 0-50%. Wskaźniki temperatury oleju, napięcia i doładowania były umieszczone w okolicy kierownicy. . Główny inżynier Naganori Itoh, zamierzał brać udział w wyścigach w Grupie A, więc specyfikacja była ustalana pod kątem regulaminu Grupy A. Celem GT-R’a było pobicie czasu okrążenia na północnej pętli toru Nurburgring, który wynosił wówczas 8min 45s i został ustanowiony przez Porsche 944. Kierowca testowy Nissana Hiroyoshi Katoh ustanowił nowy rekord 8 minut i 20 sekund. Kierowca zespołu Best Motoring ustanowił czas 8 minut i 22,38 sekundy. Skyline R32 GT-R wygrywał z JTCC. W latach 1989–1993 wystartował w 29 wyścigach i wygrał 29 razy. Brał udział w 50 wyścigach typu N1 Super Taikyu w latach 1991-1997 (następca R33). R32 GT-R zwyciężał w Australii w wyściugu Buthurst 1000 torowych samochodów, konkurował nawet z Holdenem I Fordem V8, zwyciężał w latach 1991 i 1992. Ze względu na swoje właściwości jezdne prasa okrzyknęła go mianem "Godzilla". Jednak dobry czas minął w Grupie A, Nissan przegrał z samochodem wyścigowym. R32 został również pokonany przez to że, został zakwalifikowany do kategorii Supertorowych samochodów, dziś GT500. Zmienił się regulamin i do Nissana zostały założone koła o rozmiarze 16 cali. Ograniczyło to rozmiar hamulców, co spowodowało, że Nissan nie mógł się ścigać. Późniejsze zmiany w regulaminie dopuszczały koła o rozmiarze 17 cali, tak więc w lutym 1993 roku został wyprodukowany Nissan GT-R V–Spec (dla zwycięstw), zaopatrzony został w 17-calowe felgi z firmy BBS, za którymi znajdowały się duże hamulce Brembo. Zostało zmienione sprzęgło, z pchniętego na naciskowe, samochód został wyposażony w aktywny tylny dyferencjał. Rok później powstał model V-Spec II z nowymi naklejkami i szerszymi oponami.
Modele:
- GXi Type-X – 1.8 L CA18i I4, 91 KM (67 kW)
- GTE Type-X – 2.0 L RB20E I6, 125 KM (93 kW, 172 Nm)
- GTS Type-X, S, J – 2.0 L RB20DE I6 155 KM (115 kW, 184 Nm)
- GTS-25 Type-X, S, XG – 2.5 L RB25DE I6, 180 KM (132 kW, 231 Nm)
- GTS-t Type-M – 2.0 L RB20DET turbo I6, 212 KM (158 kW, 263 Nm)
- GTS-4 – 2.0 L RB20DET turbo I6, 212 KM (158 kW, 263 Nm) 4WD
- GT-R – 2.6 L RB26DETT twin-turbo I6, 280 KM (206 kW, 368 Nm) 4WD również wersje NISMO, V-Spec i V-Spec II.

## R33

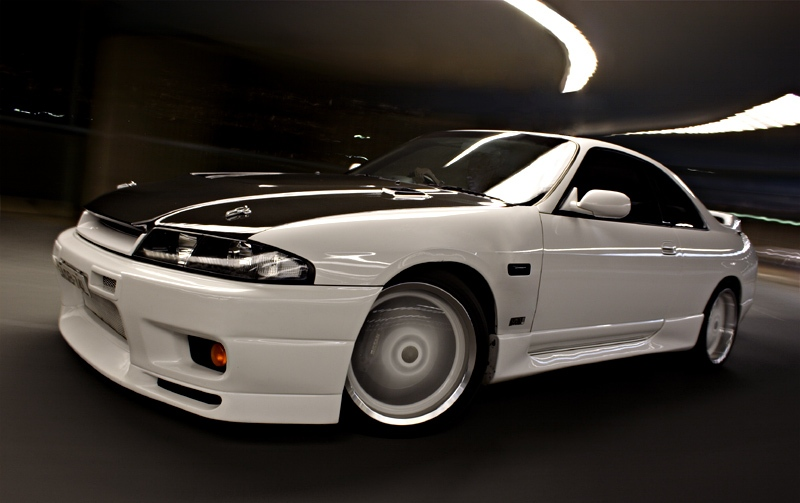
R33 Skyline GTST series 2 coupé

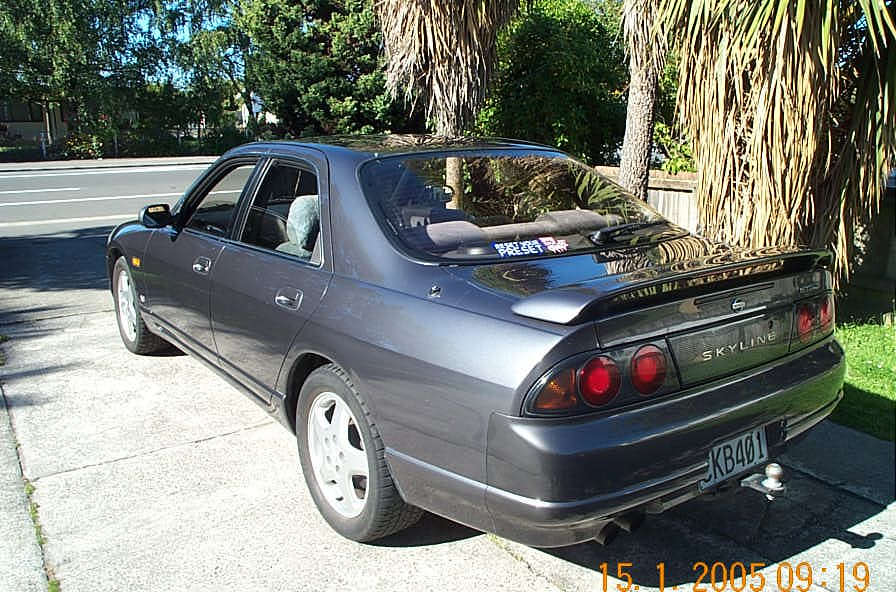
R33 Skyline GTS25t four door (tył)

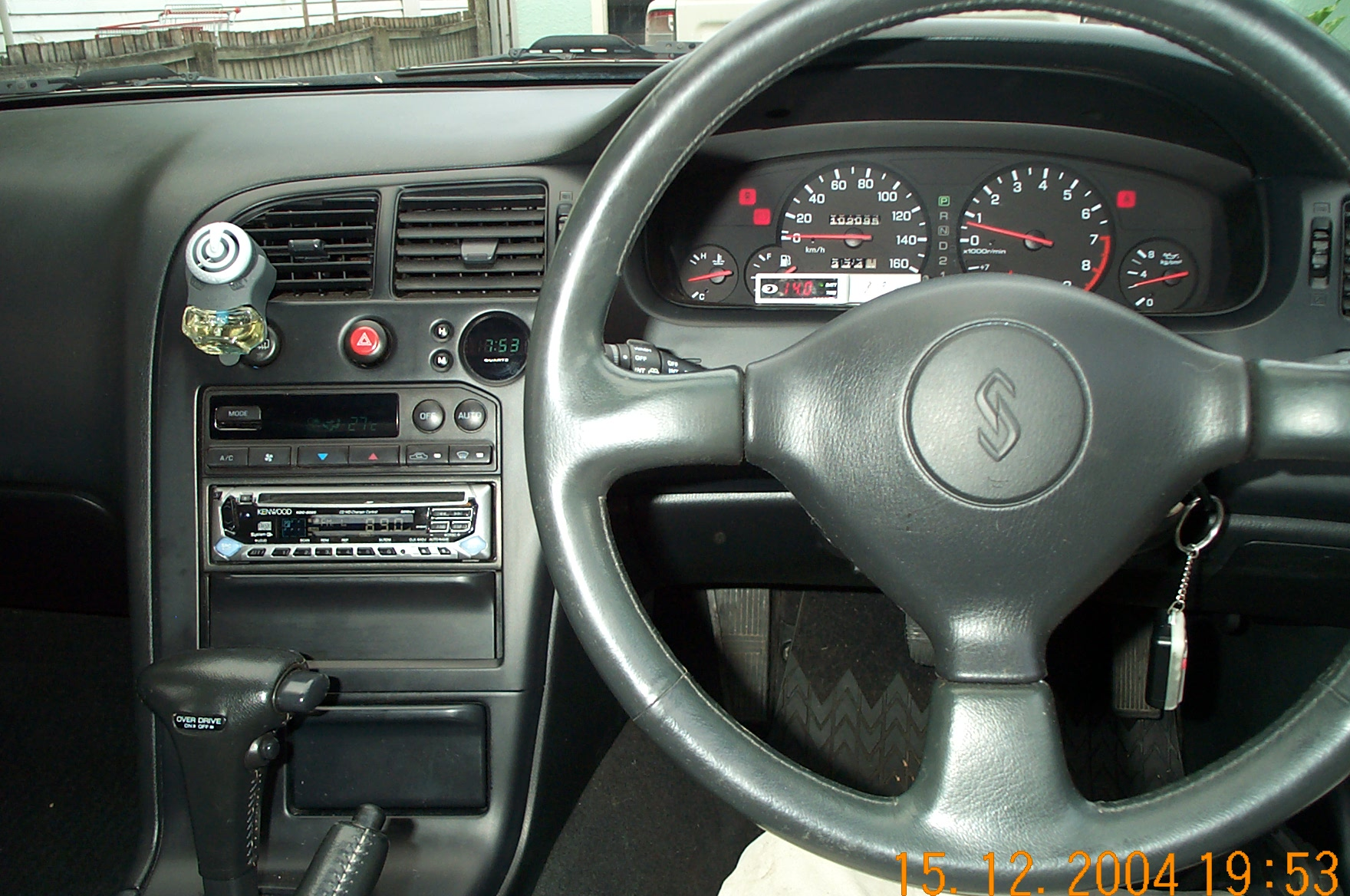
wnętrze R33 Skyline'a

Skyline R33 został wyprodukowany w sierpniu 1993 roku. Nieco cięższy od R32, dostępny był w wersji dwu- i czterodrzwiowej; wszystkie modele miały silniki sześciocylindrowe. Nissan zrobił niezwykły skok w dół, wyprodukował wersje GTS z silnikiem 2.0l RB20E, podczas gdy produkcja R33 z silnikiem DOHC RB20DET została przerwana. W R32 były stosowane automatyczne 5-biegowe skrzynie biegów, połączone z 2.5l wolnossącym silnikiem, wszystkie 2.0l oraz 2.5l silniki miały automatyczne, 4-biegowe skrzynie biegów. Niektóre modele zostały zaopatrzone w zmodyfikowany system czterech kół skrętnych HICAS, który został nazwany Super HICAS, zastosowany po raz pierwszy w R32 GT-R. Super HICAS sterował poprzez komputer tylne koła; był to system hydrauliczny. Ograniczono ślizg w tylnym dyferencjale, zamiast tego był on wypełniony kleistym olejem LSD. W aktywny dyferencjał zostały wyposażone wszystkie Skyline’y R33 V-Spec. Silniki RB25DE i RB25DET były wyposażone także w system NVCS (variable inlet cam phasing – system zmiennych faz rozrządu). Miały one pewną przewagę, ponieważ przy pewnej liczbie obrotów została zmieniona krzywka, co zmieniało charakterystykę silnika. Z okazji czterdziestych urodzin Nissana do produkcji został wprowadzony model R33 GT-R w wersji czterodrzwiowej. Modyfikacją tego modelu były zainteresowane dwie firmy: pierwsza to AUTECH, a druga to NISMO.

### 1996
Skyline R33 (seria II) był następcą modeli R32. W 1996 poduszka powietrzna kierowcy była praktycznie w standardzie, natomiast poduszka pasażera była opcją. Układ zapłonowy został także zmieniony, moduł systemu zapłonowego już nie był umieszczony w pokrywie zaworów, został zastąpiony układem sterowania znajdującym się w ECU. Turbo dostało nylonowe koło sprężarki. Przez pewien czas Skyline R33 był produkowany w bardzo dużej liczbie, w różnych stylach lamp oraz z różnymi body kitami, dostosowanych do nadwozia, podwozie zaś nie uległo żadnym zmianom. Wśród kosmetycznych zmian w drugiej serii R33 można wymienić zmienione światła przednie, które mocniej zachodziły dołem w stronę grilla, były dostosowane z nowymi soczewkami, grill był dłuższy niż w serii I, maska miała ukształtowaną przednią część, tak aby pasowała do nowych świateł oraz przedniego zderzaka, zmiana zderzaka polegała na obniżeniu krawędzi styku świateł oraz zderzaka. W późniejszych modelach serii II istniała możliwość zamówienia systemu Activ-LSD. Nissan przerwał produkcje modelu R33 w roku 1996- roku czterdziestych urodzin Nissana.

### GT-R
Skyline BCNR33 występował także z silnikiem RB26DETT pochodzącym z modelu BNR32, został zwiększony moment obrotowy, dzięki zmianom w aerodynamice turbiny oraz dolocie i intercolerze. W turbinie zostały zmienione łożyska na kulkowe, ale turbina dalej pozostała ceramiczna, oprócz turbiny N1 (metalowa turbina, łożyska kulkowe). W wersji GT-R R33 wszystkie modele były wyposażone w hamulce Brembo. W 1995 roku GT-R został ulepszony: silnik RB26DETT, system czterech kół skrętnych Super HICAS oraz ATTESA-ETS. Limitowaną serie stworzono w 1996 roku, nazwaną NISMO 400R, co oznaczało 400 KM. Kierowca testowy Nissana Dirk Schoysman okrążył północną pętlę toru Nürburgring w mniej niż 8 minut. Był to praktycznie pierwszy samochód, który pokonał barierę 8 minut, poza Jaguarem XJ220, który uzyskał czas 7 minut i 46 sekund. Inni producenci dogonili Nissana; nadmienić należy model R33 nie był stworzony do wyścigów, pod tym względem górował zawsze nad nim model R32.
Modele GT-R
- GT-R – 2.6l RB26DETT DOHC twin-turbo I6, 305 KM (ograniczona do 280 KM) 375 Nm 4WD
- GT-R LM – 2.6l RB26DETT DOHC twin-turbo I6, 305 KM FR
- 400R – 2.8l RBX-GT2 DOHC twin-turbo I6, 400 KM, 478 Nm 4WD

Modele:
- HR33 GTS – 2.0l RB20E SOHC I6, 130 KM (96 kW, 172 Nm)
- ER33 GTS25 – 2.5l RB25DE DOHC I6, 190 KM (140 kW, 231 Nm)
- ENR33 GTS-4 – 2.5l RB25DE DOHC I6, 190 KM (140 kW, 231 Nm) AWD
- ECR33 GTS25T – 2.5l RB25DET DOHC turbo I6, 250 KM (184 kW, 294 Nm)

## R34

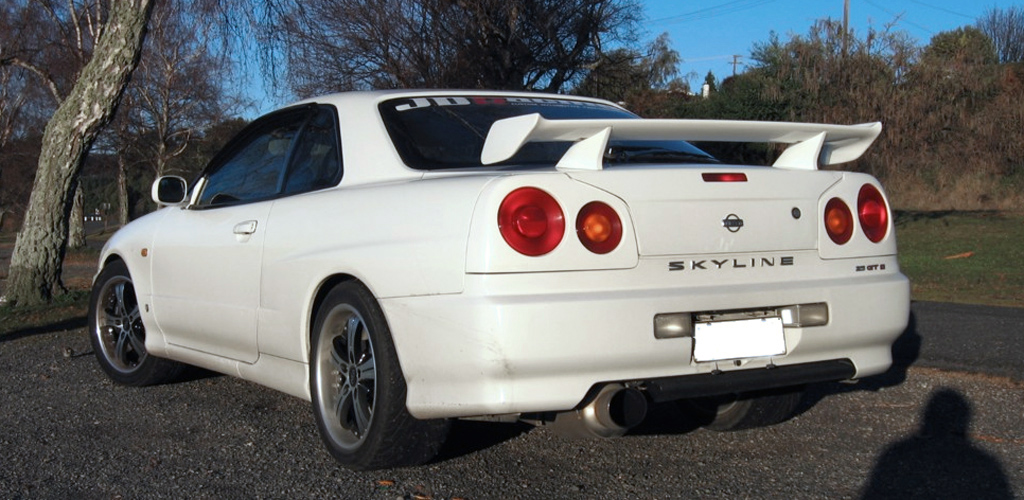
A R34 Skyline 25GT-t coupé

W maju 1998 roku model HR/ER/ENR34 przeszedł ogromną liczbę zmian w porównaniu do dwóch poprzednich modeli R32 i R33, pogłębiono w nim sportowy charakter, silnik RB25DET NEO stał się bardziej ekonomiczny, poprzez to bardziej przyjazny środowisku. Produkcja R34 z oznaczeniem GT z silnikiem RB20E została przerwana, w zamian za ten silnik został wprowadzony do produkcji ulepszony silnik RB20DE z modelu R32, dostał on również do oznaczenia NEO. Skyline’a R34 napędzał silnik RB20DE NEO, połączony z 5-biegową skrzynią biegów, 6-cylindrowy rzędowy silnik stał się najbardziej ekonomiczny spośród wszystkich R6 w Skyline'ach. 5-biegowa automatyczna skrzynia biegów dostępna była w niektórych modelach, w poprzednich modelach była niedostępna. Nissan produkował 4-biegową automatyczną przekładnię tiptronic, dla wszystkich automatycznych wersji. Samochód był używany w filmie ,,2Fast 2Furious" oraz ,,Fast and Furious 4.  "
Oferowany był w kolorach:
AR2 – Active Red
EV1 – Lightning Yellow
EY0 – SIllica Breath
GV1 – Black Pearl
JW0 – Millennium Jade
KR4 – Sonic Silver
KV2 – Athlete Silver
LV4 – Midnight Purple II
LX0 – Midnight Purple III
QT1/QX1 – Pearl White
TV2 – Bayside Blue
WV2 – Sparkling Silver

### GT-R

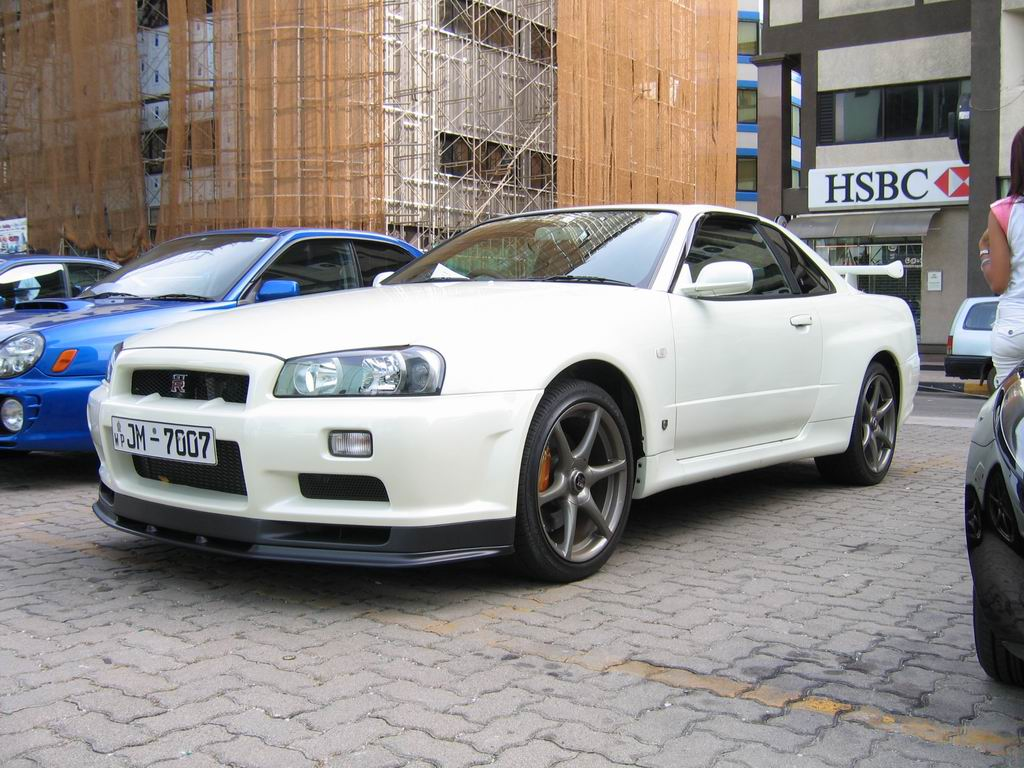
Nissan Skyline R34 GT-R M-Spec Nür.

R34 wszedł na rynek w 1999 roku; w porównaniu z poprzednikiem zostało zmodyfikowane podwozie, zmianom uległy również inne elementy. Bardziej wytrzymały blok N1 GT-R został założony we wszystkich GT-R’ach R34, niestety nękały go problemy z układem smarowania przez zbyt małe kanały olejowe oraz za słabą pompę. Standardowo R34 był zaopatrzony w turbiny ze stalowymi wirnikami. Turbina w R34 N1 została zaopatrzona w łożyska kulkowe. Skrzynia biegów również została wzmocniona. Wałki rozrządu zostały na nowo zestrojone i w dużym stopniu różniły się od tych zamontowanych w RB26DETT z R32. Orurowanie i intercooler zostały dopracowane i ulepszone. Największą cechą i najbardziej znaczącą dla R34 GT-R, której nie było w żadnym innym modelu Skyline, był wyświetlacz na górze deski rozdzielczej o nazwie MFD (Multi Function Display). Ten wyświetlacz był bardzo znaczący dla samochodu w tym czasie. Pokazywał on wiele statystyk silnika samochodu, w tym ciśnienie doładowania, temperaturę oleju, temperaturę wody i wiele innych. Jako samochód z 1999 roku tego rodzaju technologia była wówczas bardzo rzadka i zaawansowana. Funkcja MFD w wersji Nismo była w stanie pokazać siłę G, przy której znajdował się samochód podczas jazdy a także licznik okrążeń, który można uruchomić za pomocą przycisku umieszczonego w pobliżu dźwigni zmiany biegów. W urządzeniu Nismo MFD ukryto również przewód szeregowy złącza DB9 ukryty pod lewą osłoną po stronie pasażera, która mogła służyć do przesyłania danych z samochodu do laptopa. Można to zrobić tylko za pomocą japońskiej wersji systemu Windows i japońskiego oprogramowania, co jest dziś bardzo trudne do zdobycia. Inne funkcje, takie jak akumulator umieszczony pod tylnym siedzeniem samochodu, zapewniły więcej miejsca w komorze silnika. Samochód był oferowany z systemami ATESSA-ETS PRO (b.zaawansowany napęd AWD z elektronicznym rozdziałem momentu pomiędzy osiami kół itp.) i HICAS (tylnej osi skrętnej) Nissan wypuścił także serię udoskonalonych R34 GT-R i nazwał je V-spec II. Powstał także R34 GT-R V-Spec II N1, ale brak części dla Nismo zmusił ich do zaprzestania produkcji samochodu szybszego do V-spec II.
Modele:
- GT – 2.0l RB20DE NEO I6, 140 KM
- 25 GT, GT-X, GT-V – 2.5l RB25DE NEO I6, 193 KM
- GT-FOUR – 2.5l RB25DE NEO I6, 193 KM AWD GT-T – 2.5l RB25DET NEO turbo I6, 280 KM, 343 Nm

Modele wersji GT-R:
- 1999 GT-R – 2.6l RB26DETT twin-turbo I6, 332 KM (244 kW, 392 Nm) (reklamowany z mocą 280 KM na rynku japońskim ze względu na ograniczenia)
- 1999 GT-R V-Spec – jw., maska z włókna węglowego, dokładka aerodynamiczna przedniego zderzaka
- 1999-2002 GT-R V-Spec N1 – blok N1, wersja "odchudzona": bez klimatyzacji, systemu audio oraz tylnej wycieraczki. (wyprodukowano 45 sztuk która ustanowiła czas przejazdu toru Nürburgring dla modelu R34)
- 2001-2002 GT-R M-Spec (Mizuno-Spec) – wyposażony w skórzaną tapicerkę, bardziej miękkie zawieszenie z systemem tłumienia oraz podgrzewane siedzenia,prędkościomierz wyskalowany do 300km/h
- 2000-2002 GT-R V-Spec II Nür – blok N1 motor, v/max: 300 km/h. (wyprodukowano 750 sztuk)
- 2000-2002 GT-R M-Spec Nür – patrz: M-Spec + silnik N1, v/max: 300 km/h. (wyprodukowano 250 sztuk)
- 2005 GT-R Z-tune – 2.8l RB28DETT Z2 twin turbo I6, 500 KM (368 kW, 540 Nm) Z1 i Z2 (wariant wersji Nismo, wyprodukowano 20 sztuk, z tego 19 sprzedanych klientom) Prototyp Z-Tune'a #P001 służy jako pojazd wystawowy w Nismo Omori Factory
- 2003 GT-R R-tune (wariant wersji Nismo,bazujący na V-Spec II Nür) – RB26DETT I6 24V [2586cm³] R1 450KM oficjalnie Nismo wyprodukowało trzy sztuki, do tej pory wiadomo o dwóch egzemplarzach w tym jedny w posiadaniu przez klienta.
- R34 Z-Tune (2002 rok) jako iż jest on zakończeniem produkcji masowej bazowego model BNR34 Nismo postanowiło następnego roku zbudować prototypowy Nismo Z-Tune'a, który bazował wtedy na 2002' R34 V-Spec II. SIlnik o oznaczeniu Z1 RB26DETT, silnik ten powstał w oparciu o doświadczenia wyścigowe Le Mans GT2 i GT500 Nissana wzmacniając blok oraz zwiększając pojemność do 2.8l [2771cm³]. Dzięki tej pojemności 2,8 i zmodyfikowanym turbosprężarkom silnik Z1 uzyskał moc 500KM osiągając od 0 do 100 w 3.8 sekund i prędkością maksymalną wynosząca 327km/h. Każdy silnik RB28DETT który został specjalnie przygotowany dla każdego egzemplarza został złożony ręcznie przez speców z Nismo Factory rozwiercając blok silnika, tłoki, wał korbowy jak i komorę cylindrów do 2.8 litra pozwalając na to kręcić się do 8000 obrotów. W budowie silnika turbosprężarki dostarczyła japońska firma IHI Corporation. Druga przebudowa tego silnika została oznaczona symbolem "Z2". Nadwozie zostało zaprojektowane z wykorzystaniem tych samych funkcjonalnych elementów, które zastosowano w samochodach wyścigowych Nismo GT500, takich jak otwory wentylacyjne w masce silnika na masce i zderzakach, a także szerszych nadkoli dla szerszych kół. Zastosowano również zawieszenie firmy Sachs i specjalnie zaprojektowany 365mm układ hamulcowy Brembo z 6-tłoczkowymi zaciskami. Inżynierowie wzmocnili i usztywnili podwozie jak i spawy w kluczowych obszarach karoserii, ramy drzwi, oraz dodali włókna węglowe (maska,przednie nadkola, carbonowa dokładka przedniego zderzaka) do kolumn resorujących i tunelu przekładni oraz wnęki silnika, całkowicie przeprojektowując zawieszenie, układ napędowy, silnik, skrzynię biegów i inne elementy, aby pracować z maksymalną wydajnością i niezawodnością.

- R34 vs Amerykański import:  Na początku lat 2000 firma MotoRex oficjalnie zimportowała około 14 egzemplarzy R34 które 4 z nich zostały wykorzystane do filmu Szybcy i Wściekli 2. Ze względu panujących przepisów w Ameryce R34 nie może zostać legalnie sprowadzone do kraju ze względu nie spełniających emisji spalin jak i bezpieczeństwa, krążą plotki też, że Japonia nie widziała potencjału w Amerykańskim rynku tak by inwestować w oficjalny import ich modelu.

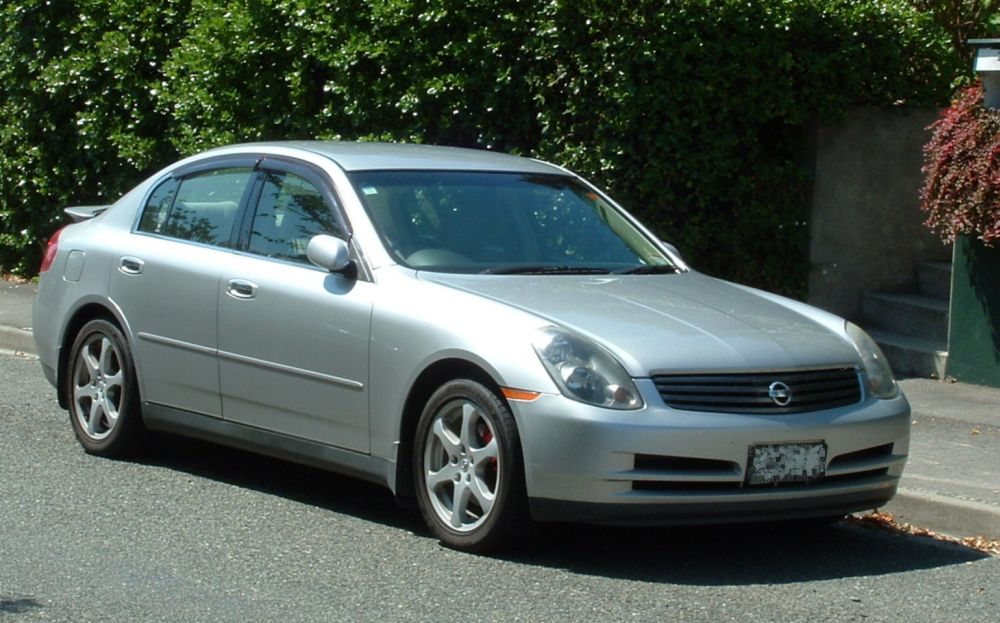

V35 – jedenasta generacja (V35) Nissana Skyline’a została wyprodukowana w czerwcu 2001 roku na płycie podłogowej Nissana FM, który obecnie nazywa się 350Z. Nissan Skyline jest zaopatrzony w silnik VQ35DE, tylnonapędowe (napęd na wszystkie koła jest dostępny dla sedana), rozłożenie masy to 52%/48%. V35 także jest pierwszą generacją Skyline’a eksportowaną do USA. Jest on tam sprzedawany pod nazwą Infiniti G35. V35 oznacza zmieniający się punkt dla Skyline’a. Nie występuje tu 6-cylindrowy rzędowy silnik turbo, nie występuje wersja GT-R. Nissan zaopatrzył go w bardziej potężny silnik o oznaczeniu VQ35DE, który występuje w 350z. Skyline i 350z mają tę samą płytę podłogową, ale 350z jest bardziej usztywniony, ma bardziej aerodynamiczną sylwetkę i jest prawie o 100 kilogramów lżejszy od Skyline’a.
Modele:

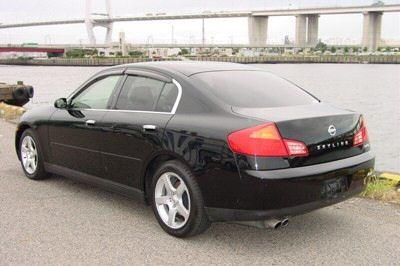
2002 Skyline 300GT V35

- 250GT – 2.5l VQ25DD V6, 215 KM, 270 Nm
- 250GT Four – 2.5l VQ25DD V6, 215 KM, 270 Nm 4WD
- 300GT – 3.0l VQ30DD V6, 260 KM, 324 Nm
- 350GT-8 – 3.5l VQ35DE V6, 272 KM, 353 Nm
- 350GT Coupé – 3.5l VQ35DE V6, 280 KM, 363 Nm

## V36
Dwunasta generacja Skyline została wypuszczona 20 listopada 2006 roku. 4-drzwiowa wersja sedan występuje tylko w Japonii a w Stanach Zjednoczonych jest sprzedawana pod nazwą Infiniti G35 2007. Pojazd zaopatrzony jest w silnik VQ25HR 2.5l V6 produkującym moc 220 KM lub w silnik VQ35HR 3.5l V6 o mocy 310 KM (HR oznacza 4 generację silnika VQ (przyrostek DE oznacza poprzednią generację tego silnika] silnik ten odznacza Wysoki Dźwięk i Wysokie Obroty Pracy). Silniki 2,5 l dostępne są również w wersji z napędem na cztery koła.
Modele:
- Japonia:

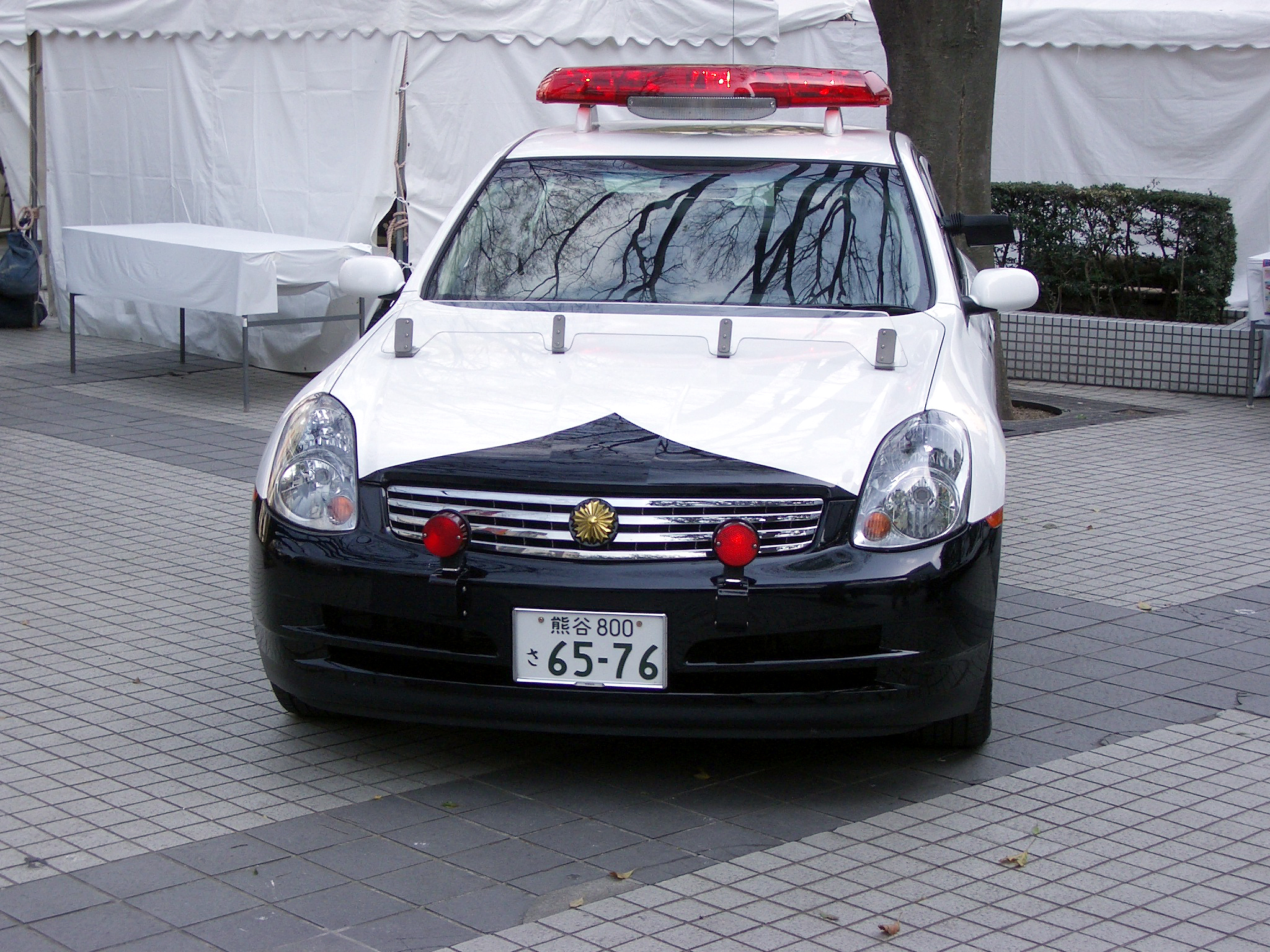
V35 Police Car

  - 250GT – 2.5l VQ25HR V6, 220 KM, 263 Nm
  - 250GT FOUR – 2.5l VQ25HR V6, 220 KM, 263 Nm 4WD
  - 350GT – 3.5l VQ35HR V6, 310 KM, 358 Nm
- USA:
  - G35 – 3.5l V6, 306 KM
  - G35 Journey – 3.5l V6, 306 KM
  - G35x AWD – 3.5l V6, 306 KM 4WD
  - G35 Sport – 3.5l V6, 306 KM
  - G35 Sport 6MT – 3.5l V6, 301 KM

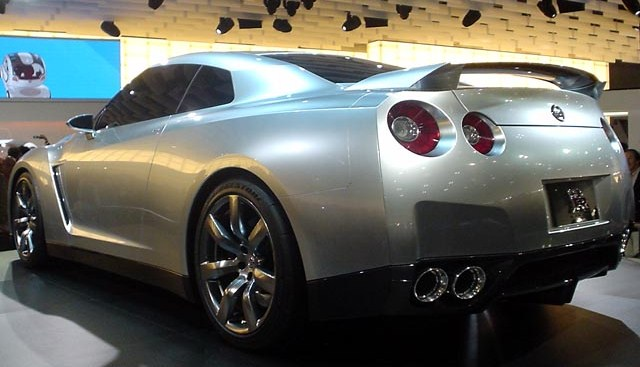
GT-R PROTO
2005 Tokio Motor Show

Podczas Tokyo Motor Show 2001, Nissan zaprezentował Nissana GT-R Proto, pokazał jego przyszłościowy wygląd (oznaczenie generacji było nieobecne). W 2003 roku przedstawiciel Nissana Carlos Ghosn oznajmił, że Nissan wypuści na rynek nowego GTR-a. Podczas Motor Show 2005 Nissan odsłonił nowego GTR-a PROTO, prototypowa wersja Skyline’a 2007 GT-R. Model powstał na bazie sedana z poprzedniej generacji.
Pod koniec września 2013 r.  pokonał on tor Nürburgring w czasie 7:08.679 min zyskując miano najszybszego coupe świata.